# Dünnerhöfe
Dünnerhöfe ist ein Ortsteil in Unterodenthal in der Gemeinde Odenthal im Rheinisch-Bergischen Kreis. Er liegt südlich vom Kreisverkehrsplatz Osenau.

## Geschichte
Als Folge der Waldrodungen in der Umgebung von Osenau ist Dünnerhöfe als Lehngut entstanden. In der ersten Urkunde vom 15. August 1383 wird ein Richard up der Doene erwähnt, der zu den Hofesleuten zu Osenau gehörte. Mit der Bezeichnung Dünnhöfe gehörte das Gut zum Hofgericht Osenau. Der Ort gehörte im Mittelalter zur bergischen Honschaft Grimßgewalt.
Während des Spanischen Erbfolgekriegs hatten auch die Odenthaler ihre Beiträge zur Landesverteidigung zu leisten. In diesem Zusammenhang hatte Dünnerhöfe mit dem Hof Auf der Dünnen eine Palisade, 14 Faschinen und 42 Pfähle zu stellen. 
Die Topographia Ducatus Montani des Erich Philipp Ploennies, Blatt Amt Miselohe, belegt, dass der Wohnplatz 1715 als zwei Höfe kategorisiert wurde und mit Dünn bezeichnet wurde. Carl Friedrich von Wiebeking benennt die Hofschaft auf seiner Charte des Herzogthums Berg 1789 als Dun. Aus ihr geht hervor, dass Dünnerhöfe zu dieser Zeit Teil von  in der Herrschaft Odenthal war.
Unter der französischen Verwaltung zwischen 1806 und 1813 wurde die Herrschaft aufgelöst und Dünnerhöfe wurde politisch der Mairie Odenthal im Kanton Bensberg zugeordnet. 1816 wandelten die Preußen die Mairie zur Bürgermeisterei Odenthal im Kreis Mülheim am Rhein. Die Ortschaft gehört seit jeher zur Pfarre Odenthal.
Der Ort ist auf der Topographischen Aufnahme der Rheinlande von 1824 und auf der Preußischen Uraufnahme von 1840 als Dhün verzeichnet. Ab der Preußischen Neuaufnahme von 1892 ist er auf Messtischblättern regelmäßig als Dünnerhöfe verzeichnet. 
Seit 1966 verfügte der Ort über eine Versorgungsleitung für Trinkwasser.
| Jahr | Einwohner | Wohn- gebäude | Kategorie  | Bemerkung  |
| ---- | --------- | ------------- | ---------- | ---------- |
| 1830 | 40        |               | Ackergut   | gen. Dünne |
| 1845 | 28        | 5             | Ackergüter | gen. Dünne |
| 1871 | 46        | 9             | Hofstelle  | gen. Dhünn |
| 1885 | 20        | 6             | Wohnplatz  |            |
| 1895 | 33        | 5             | Wohnplatz  |            |
| 1905 | 24        | 6             | Wohnplatz  |            |